# Carmen (2003)
Carmen is een film uit 2003, geregisseerd door Vicente Aranda. De film is gebaseerd op de gelijknamige novelle van Prosper Mérimée. 

## Verhaal
Tijdens een reis voor zijn werk Andalusië raakt Mérimée bevriend met de gezochte crimineel José. José wordt opgepakt en ter dood veroordeeld. De dag voordat José wordt geëxecuteerd, bezoekt Mérimée hem in de gevangenis. Vanuit zijn cel vertelt José zijn verhaal. Hij vertelt hoe hij Carmen heeft ontmoet en hoe zij hem tot wanhoop dreef.

## Rolverdeling
| Acteur             | Personage       |
| ------------------ | --------------- |
| Paz Vega           | Carmen          |
| Leonardo Sbaraglia | José            |
| Antonio Dechent    | Tuerto          |
| Joan Crosas        | Dancaire        |
| Jay Benedict       | Prosper Mérimée |

## Ontvangst

### Prijzen en nominaties
Een selectie:
| Jaar | Evenement                      | Categorie                | Genomineerde                   | Resultaat   |
| ---- | ------------------------------ | ------------------------ | ------------------------------ | ----------- |
| 2004 | Premios Goya (18de uitreiking) | Beste camerawerk         | Paco Femenia                   | Genomineerd |
| 2004 | Premios Goya (18de uitreiking) | Beste montage            | Teresa Font                    | Genomineerd |
| 2004 | Premios Goya (18de uitreiking) | Beste artdirector        | Benjamín Fernández             | Genomineerd |
| 2004 | Premios Goya (18de uitreiking) | Beste productiemanager   | Ana Vila                       | Genomineerd |
| 2004 | Premios Goya (18de uitreiking) | Beste kostuums           | Yvonne Blake                   | Gewonnen    |
| 2004 | Premios Goya (18de uitreiking) | Beste grime en haarstijl | Miguel Sesé, Natalia Sesé      | Genomineerd |
| 2004 | Premios Goya (18de uitreiking) | Beste origineel nummer   | José Nieto ("Cuando Me Maten") | Genomineerd |